# Comuna Hankivți, Sneatîn
Hankivți (în ucraineană Ганьківці) este o comună în raionul Sneatîn, regiunea Ivano-Frankivsk, Ucraina, formată din satele Hankivți (reședința) și Vîșnivka.

## Demografie
Componența lingvistică a comunei Hankivți
     Ucraineană (99,5%)
     Alte limbi (0,45%)
Conform recensământului din 2001, majoritatea populației comunei Hankivți era vorbitoare de ucraineană (99,5%), existând în minoritate și vorbitori de alte limbi.